# Kiitarayuk Glacier
Kiitarayuk Glacier är en glaciär i Kanada.   Den ligger i territoriet Nunavut, i den östra delen av landet, 2 700 km norr om huvudstaden Ottawa. Kiitarayuk Glacier ligger 642 meter över havet.
Terrängen runt Kiitarayuk Glacier är kuperad åt nordost, men åt sydväst är den bergig. Trakten runt Kiitarayuk Glacier är nära nog obefolkad, med mindre än två invånare per kvadratkilometer.. Det finns inga samhällen i närheten.
Trakten runt Kiitarayuk Glacier är permanent täckt av is och snö.